# Gyárfás István Tihamér
Nagyabonyi Gyárfás István Tihamér Zoltán (Léva, 1863. december 14. – Besztercebánya, 1916. december 12.) pap, tanár, művészettörténész.

## Élete
Szülei nemes Gyárfás Károly (1818-1878) árvagyám és Nagy Karolina (néhol Tóth és Sarolta) voltak. Testvérei Mária (1847-1895; Szekfű Cecíliától; Leidenfrost Aurélné), Hugó (1859-1890), Róza Adél (1862-1862), Dezső, Béla Kálmán (1865-1866), János (1867-1869), Imre Kálmán (1870) és Alojzia Sarolta (1872-1875) voltak.
Léván, majd Esztergomban végezte tanulmányait, majd mint papnövendék Nagyszombatba ment. Ott elvégezte a gimnáziumot, de a teológiát a budapesti egyetemen hallgatta. Elnyerte a szent hittudományok babérkoszorúsa címet. 1886-ban a nagyszombati főgimnáziumhoz ment tanárnak. 1887-ben miséspappá szentelték fel. 1889-ben bölcseleti doktor lett a budapesti egyetemen a régészeti tudományokból. 1892-ben nevelő volt a gróf Széchenyi családnál. 1893-tól a brassói főgimnázium tanár lett.
Erdély iparművészettörténetével, Brassó művelődéstörténeti emlékeivel és régi magyar drámával is foglalkozott.
Költeményeket és szépirodalmi cikkeket írt a Katholikus Társadalomba (1883-1884), a Magyar Katholikusba (1884-1885), a budapesti Magyar egyházi irodalmi iskolának is szorgalmas tagja volt és Munkálataiban közreműködött. Különös előszeretettel foglalkozott a régészettel és Dvorzsák János Havi Füzetek c. vállalatában kezdte meg e szakbeli tanulmányait. Czobor Béla előadásai az egyházi műrégészetre fordították figyelmét, ezután lett az Egyházművészeti Lapoknak rendes munkatársa. A Turulban is közölt cikkeket. A Batthyáneum és a Művelődéstörténeti Monográfiák szerkesztője volt.
1891-1892 között káplánként szolgált Nagysallón, 1892-1893-ban pedig Udvardon.

## Művei
- 1887 Őskeresztény műemléki tanulmányok. Pályadíjjal koszorúzott mű. Egyházművészeti Lapok
- 1889 Pannonia őskeresztény emlékei. Régészeti tanulmány. Budapest
- 1893 Apor István pohara. Archaeológiai Értesítő 13
- 1896 Az iskolai színjátékokról
- 1908 Péter oláh vajda koronája, 1585. Alkotmány 1908. november 22.
- 1908 Egy havasalföldi vajda élete. Alkotmány
- 1909 A brassai ötvös czéhmesterek könyve. Századok
- 1909 Comoedia Erdély siralmas állapotáról. Budapest
- 1910 Adatok az iskolai dráma történetéhez. Egyetemes Philologiai Közlöny
- 1910 A nagyszebeni ötvösök mesterjegytáblája. Archaeológiai Értesítő 30, 407-419
- 1911 Faludi Ferenc élete
- 1912 A brassai ötvösség története. Művelődéstörténeti monographiák I. Brassó
- 1912 Brassai címeres levelek és nemes családok. Budapest

Álneve és jegyei: Abonyi I., A. I.